# Philippe Gaillot (football)
Pour les articles homonymes, voir Gaillot.
Philippe Gaillot est un footballeur français, né le 28 février 1965 à Château-Salins. Il évolue au poste de défenseur gauche ou centre du début des années 1980 jusqu’au début des années 2000.
Formé au FC Metz, il fait la majorité de sa carrière professionnelle dans ce club avec lequel il remporte la Coupe de France en 1988. Une fois sa carrière sportive terminée, il fait partie de la direction sportive du club jusqu'en 2022.

## Biographie
Philippe Gaillot est un défenseur du FC Metz. Très fidèle au club, il ne le quitte qu'une saison pour l'US Valenciennes (où il joue durant la saison 1992-1993, en raison d'un prêt). 
Il dispute 423 matchs en Division 1 pour le FC Metz. Il est à ce titre avec Kastendeuch et Hinschberger, l'un des joueurs qui porte le plus le maillot messin. Il est vice-champion de France avec le FC Metz en 1998.
Il termine sa carrière pro en 2002 pour rejoindre les rangs amateurs du Thionville FC (CFA 2). Depuis 2005, il fait partie du staff du FC Metz, chargé plus particulièrement du recrutement. Il est à partir de 2012 directeur général adjoint chargé de la politique sportive. Ses fonctions l'amènent à gérer le partenariat entre le FC Metz avec l'Association sportive Génération Foot et la politique sportive du RFC Seraing, club satellite belge du FC Metz. Gaillot part du FC Metz en novembre 2022, quelques mois après la relégation du club en Ligue 2.
En 2022, le magazine So Foot le classe dans le top 1000 des meilleurs joueurs du championnat de France, à la 265e place.

## Carrière
- 1984-1992 :  FC Metz
- 1992-1993 :  US Valenciennes
- 1993-2002 :  FC Metz
- 2002-2005 :  Thionville FC[5]

## Palmarès
- Vainqueur de la Coupe de France en 1988 avec le FC Metz
- Vainqueur de la Coupe de la Ligue en 1996 avec le FC Metz
- Vice-Champion de France en 1998 avec le FC Metz